# Nassarius robustus
Nassarius robustus is een slakkensoort uit de familie van de Nassariidae. De wetenschappelijke naam van de soort is voor het eerst geldig gepubliceerd in 1890 door Monterosato.